# Engis
Engis es una comuna belga localizada en la provincia de Lieja. En enero de 2019, Engis tenía una población de 6138 habitantes. Su área total es de 27,74 km².
En esta población fue hallado en 1829 el Engis 2, el primer descubrimiento de restos fósiles del hombre de Neandertal.

## Geografía
Se ubica en la periferia suroccidental de Lieja, a orillas del río Mosa a medio camino entre Lieja y Huy.

### Secciones del municipio
El municipio comprende los antiguos municipios, que se fusionaron en 1977:
| - Engis - Clermont-sous-Huy - Hermalle-sous-Huy - Éhein-Bas |

### Pueblos y aldeas del municipio
Aux Houx, Aux Granges y Aux Fontaines

## Demografía

### Evolución
Todos los datos históricos relativos al actual municipio, el siguiente gráfico refleja su evolución demográfica, incluyendo municipios después de efectuada la fusión el 1 de enero de 1977.
| Gráfica de evolución demográfica de Engis entre 1846 y 2019 |
|                                                             |